# Тихиль
 Тихиль— деревня в Смоленской области России, в Шумячском районе. Население —38 жителей (2007 год). Расположена в юго-западной части области в 37 км к западу от Шумячей, на левом берегу реки Сож, у границы с Белоруссией. 
Входит в состав Надейковичского сельского поселения.

## Достопримечательности
- Памятники археологии: 53 кургана в 1,5 км к юго-западу от деревни на левом берегу Сожа. Шаровидные курганы высотой до 2,5 м насыпаны древнерусским населением в X- XII веках.